# 春田薫
春田 薫（はるだ かおる、1951年9月26日 - ）は、日本の経営者。アマノ社長、会長を務めた。

## 経歴
大阪府出身。1976年に関西外国語大学外国語学部を卒業し、同年にアマノに入社。1999年6月に取締役に就任し、2002年4月に常務を経て、2003年4月には社長に就任。2011年4月に会長を経て、2017年6月から相談役を務めた。